# Leucoraja virginica
Leucoraja virginica (лат.) — вид хрящевых рыб из семейства ромбовых скатов отряда скатообразных. Обитают в субтропических водах северо-западной части Атлантического океана. Встречаются на глубине до 117 м. Их крупные, уплощённые грудные плавники образуют диск в виде ромба.

## Таксономия
Впервые вид был научно описан в 1977 году как Raja garmani virginica Голотип представляет собой взрослого самца длиной 39,8 см, пойманного у берегов Северной Каролины, США (36°46′ с. ш. 74°41′ з. д.), на глубине 104—117 м.

## Ареал
Эти бентопелагические скаты обитают у берегов Северной Каролины. Встречаются на глубине от 104 до 117 м при температуре воды 11,55—14,78 °C.

## Описание
Широкие и плоские грудные плавники этих скатов образуют диск в форме ромба. На вентральной стороне диска расположены 5 жаберных щелей, ноздри и рот. На длинном хвосте имеются латеральные складки. У этих скатов 2 редуцированных спинных плавника и редуцированный хвостовой плавник.

## Взаимодействие с человеком
Международный союз охраны природы пока не оценил охранный статус вида.